# Ulica Marsa w Warszawie
Ulica Marsa – ulica w dzielnicach Praga-Południe i Rembertów w Warszawie. 
Jest główną ulicą wylotową z centrum i wschodniej części miasta w kierunku na Sulejówek, Okuniew, Liw i Węgrów oraz Nieporęt, Zegrze i Nowy Dwór Mazowiecki. Przecina dwukrotnie tory kolejowe i kończy swój bieg przy stacji kolejowej Warszawa Rembertów. Większa część ulicy przebiega przez obszar zalesiony: rezerwat przyrody Kawęczyn i Las Rembertowski. Na odcinku od ul. Płowieckiej do ul. Rekruckiej jest ulicą dwujezdniową, a od ul. Rekruckiej do ul. Cyrulików jest jednojezdniowa z jednym pasem w każdym kierunku ruchu.

## Przebieg
Ulica jest częścią drogi wojewódzkiej nr 637 na całej swojej długości oraz drogi wojewódzkiej nr 631 na odcinku pomiędzy ul. Płowiecką a ul. Żołnierską. Rozpoczyna się na skrzyżowaniu ulic Płowieckiej i Ostrobramskiej oraz Trasy Siekierkowskiej (tzw. węzeł Marsa). Kończy się w Rembertowie przy stacji Warszawa Rembertów, przecinając tory linii kolejowych nr 2 i nr 448 (ruch kierowany przez dróżnika), wcześniej przechodząc wiaduktem nad torami linii kolejowej nr 7 przy przystanku kolejowym Warszawa Gocławek.
Trudno jest precyzyjnie podać datę powstania ulicy. Najprawdopodobniej jej powstanie należy wiązać z budową fortu Kawęczyn w Rembertowie (fragment drogi fortowej) i późniejszym poligonem artyleryjskim założonym przez Rosjan. W związku z tym, że Rembertów od chwili powstania jest związany z wojskiem, nazwa ulicy nawiązuje prawdopodobnie do starorzymskiego boga wojny Marsa lub Pola Marsowego – nazw placu ćwiczeń w Rzymie i Paryżu.

## Ważniejsze obiekty
- zabytkowy dom z otoczeniem, ul. Marsa 61, 1928, nr rej.: 1371-A z 24.04.1989
- Rezerwat przyrody Kawęczyn
- Las Rembertowski
- 2 Regionalna Baza Logistyczna (nr 110)
- Jednostka Wojskowa 2305 (nr 80)
- Pomnik Więźniów Obozu NKWD w Rembertowie